# Đảo Castle (Washington)
Đảo Castle thuộc quần đảo San Juan, tiểu bang Washington, Hoa Kỳ. Tọa lạc ở phía Nam đảo Lopez. Hòn đảo buổi đầu có tên là Old Hundred, tên được đặt trong cuộc khỏa sát Bờ biển Mỹ năm 1855 và cái tên này được đặt bởi người Anh 1858-1860.